# Jean Tzétzès
Jean Tzétzès (en grec médiéval Ἰωάννης Τζέτζης / Iōánnēs Tzétzēs), né vers 1110 à Constantinople, mort peu après 1180, est un grammairien et poète byzantin. 

## Biographie
Il est le frère d'Isaac Tzétzès. Leur grand-père Jean Tzétzès, selon ses propres dires, était analphabète, mais pourvu d'une solide fortune, puisqu'il « régalait à tout moment des savants dans sa maison à cinq étages », apparemment un riche parvenu ami des lettrés. L'arrière-grand-père était déjà citoyen de Constantinople, inhumé au monastère d'Euphrosyne. Leur mère Eudocie était une petite-fille du sébaste et grand drongaire Constantin, neveu du patriarche Michel Cérulaire et cousin de l'impératrice Eudocie Makrembolitissa (et ami proche de Michel Psellos) ; ce Constantin avait épousé en secondes noces, entre 1074 et 1078 (mariage évoqué dans trois lettres de Psellos), une Géorgienne venue à Constantinople dans la suite de l'impératrice Marie d'Alanie (étant sa « parente », ou selon les mauvaises langues sa « servante », dit Jean Tzétzès lui-même). Isaac et Jean Tzétzès avaient donc une arrière-grand-mère géorgienne et une parenté princière du côté maternel.
Il dit que son principal professeur a été son père Michel, qui passait beaucoup de temps, y compris la nuit, à l'instruire dans toutes les disciplines. À l'âge de quinze ans, il eut d'autres instructeurs, qui lui apprirent entre autres choses l'hébreu et le syriaque. Ses écrits montrent assez l'ampleur et la diversité de sa culture, accompagnée d'ailleurs chez lui d'une vanité et d'une morgue sans pareilles (il prétendait notamment savoir des livres entiers par cœur, et se plaignait amèrement que ses contemporains ne reconnaissent pas son génie). 
Secrétaire du gouverneur de Béroia en Macédoine, il fut congédié brutalement pour avoir poursuivi la femme de son patron de ses assiduités. Il traversa alors une période difficile et dut vendre presque tous ses livres pour subvenir à ses besoins. Il gagna sa vie comme scribe et secrétaire dans des services, puis comme professeur (grammatikos) à Constantinople à partir de 1139. Il accéda aux cercles lettrés proches du palais impérial et jouit du patronage de grands personnages ecclésiastiques ou civils, telle la sébastokratorissa Irène († 1151), épouse du prince Andronic Comnène et protectrice de lettrés. Cependant, les thèmes de la pauvreté et de l'insatisfaction devant le sort qui lui était fait traversent son œuvre.

## Œuvre
On a conservé de lui une œuvre abondante et variée, expression surtout de sa grande érudition. Il écrit très souvent en vers, quel que soit le sujet (dans les textes de type scolaire, il peut s'agir d'un procédé de mémorisation). 
Trois éléments de cette œuvre sont liés l'un à l'autre, en formant la partie la plus importante et la plus connue :
- d'une part une collection de 107 lettres qu'il a lui-même constituée, adressées pour leur grande majorité à des contemporains réels (comme la sebastokratorissa Irène), quelques-unes étant fictives, classées dans l'ordre chronologique entre 1135 et 1170 ;
- d'autre part un ouvrage intitulé le Livre d'histoires en vers politiques, que l'auteur présente lui-même comme un immense commentaire à sa collection de lettres, pour en éclairer toutes les allusions ; il s'agit de 660 récits en vers politiques, de longueur très variée, représentant en tout 12 674 vers, à l'origine divisés en trois ensembles de longueur très inégale (141 récits pour en tout 4 466 vers, avec ensuite une lettre en 315 vers ; puis 23 récits représentant 411 vers ; puis 496 récits pour 7 482 vers) ; l'éditeur de la Renaissance, Nicolas Gerbel (Bâle, 1546), s'est contenté de découper ce fatras en 13 « chiliades » (c'est-à-dire milliers de vers, la dernière était incomplète), et le titre de Chiliades est resté à l'ouvrage ; il s'agit de récits très variés, élucidant donc des passages des lettres, pour la plupart sur des sujets mythologiques ou historiques, mais aussi sur l'époque contemporaine et l'auteur lui-même (par exemple sa généalogie, v. 585-630, élucidation d'un passage de la lettre 6) ; environ 400 auteurs sont cités ;
- d'autre part, les Chiliades, à leur tour, ont été flanquées par l'auteur lui-même de scholies marginales[3].

Les autres ouvrages principaux de Jean Tzétzès sont les suivants :
- un ensemble intitulé Iliaka, constitué en tout de 1 676 hexamètres dactyliques, et divisé en trois parties : la première raconte les événements antérieurs à l'Iliade, depuis la naissance de Pâris jusqu'à la dixième année du siège de Troie (Antehomerica) ; la seconde est un résumé de l' Iliade (Homerica) ; la troisième raconte la suite, depuis la mort d'Hector jusqu'au retour des Grecs dans leurs foyers (Posthomerica).
- un autre ensemble appelé les Allégories homériques, ou la Métaphrase d'Homère, constitué d'environ 6 000 vers politiques, où la matière de l'Iliade et de l' Odyssée est exposée et expliquée selon trois niveaux d'allégories : historique (πρακτική), anagogique (ψυχική) et physique (στοιχειακή) (édition princeps : Fédéric Morel le Jeune, Allegoriæ mythologicæ, physicæ, morales..., Paris, 1616).
- une série de récits mythologiques intitulée Théogonie, et constituée de 777 vers politiques.
- une Exposition de l' Isagogè de Porphyre en vers politiques.
- un épitomé de la Rhétorique d'Hermogène de Tarse, également en vers politiques.

Jean Tzétzès est l'auteur d'autre part de nombreux commentaires, sous forme de traités ou de scholies, sur des auteurs très divers de l'Antiquité : des poètes (Homère, Hésiode, Pindare, Eschyle, Euripide, Aristophane, les Halieutiques d'Oppien de Corycos) et des prosateurs (Thucydide, le Canon de Ptolémée). Un commentaire sur la Cassandre de Lycophron est attribué par les manuscrits à son frère Isaac Tzétzès, mais pourrait être de lui. Il a contribué notamment à la redécouverte des règles de la poésie grecque antique, et a ouvert la voie au mouvement d'érudition humaniste de l'époque paléologue. Son œuvre est aussi un grand conservatoire de citations d'auteurs et de textes perdus, quelques décennies avant le sac de Constantinople en 1204. Ses commentaires et ses scholies s'appuient en effet sur les œuvres des grammairiens et philologues d'Alexandrie et préservent donc des débats et des explications bien plus anciens. 
Jean Tzétzès est aussi l'auteur d'épigrammes et autres textes variés, dont :
- un poème sur la mort de Manuel Ier († 24 septembre 1180) dont la particularité est de commencer chaque vers par le dernier mot du vers précédent ;
- un poème écrit en vers iambiques décrivant les caprices du hasard et le lot dramatique des intellectuels ;
- un poème iambique sur l'éducation des enfants ;
- une Vie de sainte Lucie (BHG 996).

## Œuvres
- Pietro Luigi Leone (éd.), Ioannis Tzetzæ historiæ, Pubblicazioni dell'Istituto di Filologia classica, Università degli Studi, Naples, 1968.
- Pietro Luigi Leone (éd.), Ioannis Tzetzae epistulæ, Teubner, Leipzig, 1972.
- Pietro Luigi Leone (éd.), Ioannis Tzetzae carmina Iliaca, Catania, 1995.
- Pietro Luigi Leone (éd.), Ioannis Tzetzae Theogonia, Pensa Multimedia, coll. « Satura », s.l., 2019.
- Μανόλης Παπαθωμόπουλος (ἐκδ.), Ἐξήγησις Ἰωάννου Γραμματικοῦ τοῦ Τζέτζου Εἰς τὴν Ὁμήρου Ἰλιάδα, Ἀκαδημία Ἀθηνῶν, Ἑλληνικὴ Βιβλιοθήκη, 2007.
- Adam Goldwin, Dimitra Kokkini (éd. et trad.), Ioannes Tzetzes, Allegories of the Iliad, Dumbarton Oaks Medieval Library, Harvard University Press, Cambridge (MA), 2015.
- Adam Goldwin, Dimitra Kokkini (éd. et trad.), Ioannes Tzetzes, Allegories of the Odyssey, Dumbarton Oaks Medieval Library, Harvard University Press, Cambridge (MA), 2019.
- Giovanna Pace, Giovanni Tzetzes, La poesia tragica. Edizione critica, traduzione e commento, D’Auria, Napoli, 2011.
- Anecdota Graeca (ensemble de textes rassemblés par Immanuel Bekker en 1814, contenant entre autres le poème sur la mort de l’empereur Manuel) [lire en ligne].
- Allégories homériques à l’Iliade (1301-1400) [lire en ligne].
- Arguments de l’Iliade et scholies à l’Iliade attribués à Aristarque de Samothrace, Prolegomena de poetis, Isaac Tzétzès, Tableaux, Philostrate de Lemnos (1466-1500) [lire en ligne].
- (en) Allegoriae Iliadis, 1851 [lire en ligne].
- Scolia eis Lycophroon, 1811 [(grc) lire en ligne].
- Exegesis in Homeri Iliadem, 1812 [(grc) lire en ligne (page consultée le 01/04/2021)].
- Lycophron, Alexandra, texte établi, traduit et annoté par André Hurst en collaboration avec A. Kolde, Paris, Belles Lettres, 2008  (ISBN 978-2-251-00551-5).
- T. Pressel, Joannis Tzetzae Epistolae, Tubingen, 1851, p.1-96 [lire en ligne].
- F. Jacobs, Ioannis Tzetzae Antehomerica, Homerica et posthomerica, Leipzig, 1793, p.57-94 [(grc) lire en ligne] [(en) Lire en ligne la version traduite].
- T. Kiesslingius, Ioannis Tzetzae Historiarum variarum Chiliades, Leipzig, 1826, p.1-508 [lire en ligne].